# Паливец
Паливец (чеш. Palivec) — персонаж неоконченного сатирического романа чешского писателя Ярослава Гашека «Похождения бравого солдата Швейка во время мировой войны» (кн. I. В тылу). Хозяин пражской пивной «У чаши» (чеш. «U kalicha»), где главный герой романа Йозеф Швейк, вероятно, рядом проживающий, — постоянный посетитель. На страницах романа Паливец изображён как грубиян и сквернослов. Всячески старается избегать политических разговоров у себя в заведении, чтобы не иметь неприятностей с властями. Паливец и Швейк были задержаны в пивной агентом тайной полиции Бретшнейдером по подозрению в «государственной измене», причём трактирщик за слова, что мухи гадили на портрет австрийского императора, в итоге был осуждён на десять лет. В конце Первой мировой войны он возвратился домой, при этом был очень рад, что стал героем настоящей книги.

## В романе
В начале романа (кн. I. В тылу. гл. I. Вторжение бравого солдата Швейка в мировую войну) Йозеф Швейк появляется в своей любимой пивной («С шести вечера я всегда „У чаши“ на Боиште» — кн. II. На фронте. гл. I. Новые муки) в конце июня 1914 года после того как узнаёт об убийстве в Сараево эрцгерцога Франц Фердинанда, наследника австро-венгерского престола, послужившего поводом к Первой мировой войне. Паливец изображён как законченный грубиян и сквернослов («каждое второе слово у него было „задница“ или „дерьмо“»), однако «весьма начитан». Так, он «каждому советовал прочесть, что о последнем предмете [Merde! — «Дерьмо!»] написал Виктор Гюго [«Отверженные», ч. 1, гл. 14. «Последнее каре»], рассказывая о том, как ответила англичанам старая наполеоновская гвардия в битве при Ватерлоо». Паливец всячески сторонился разговоров о политике, так как понимал, что в период надвигающейся войны это может привести к неприятностям с властями: «Это Панкрацем [пражская тюрьма] пахнет». Тем не менее, несмотря на все старания, был арестован агентом тайной полиции Бретшнейдером, который высматривал в трактире кого привлечь за «государственную измену». Полицейский всячески старался спровоцировать трактирщика на неблагонадёжные высказывания и в итоге Паливец неосмотрительно сказал, что портрет австрийского императора Франца Иосифа I в его пивной был загажен мухами и он вынужден был убрать его на чердак. Сюжетный мотив оскорбления императора неоднократно встречается у Гашека. Считается, что впервые он к нему прибегнул в рассказе «Повесть о портрете императора Франца Иосифа» (Povídka o obrazu císaře Františka Josefa I; 1916), где виновником «святотатства» стал чёрный кот, который загадил портреты монарха в писчебумажном магазине. 
Бретшнейдер задержал также и болтливого Швейка, который допустил непочтительные высказывания о политике австрийской империи и смерти эрцгерцога. Швейк встретился с хозяином трактира в камере управления полиции (кн. I. гл. II. Бравый солдат Швейк в полицейском управлении), где в то время находились многочисленные арестованные за слова об убийстве Фердинанда. Паливец рассказал присутствующим о портрете императора, подчеркнув: « — Замарали мне его, бестии, — закончил он описание своих злоключений, — и под конец довели меня до тюрьмы. Я этого мухам так не спущу! — добавил он угрожающе». Впоследствии Паливец был осуждён на 10 лет, о чём Швейк, отпущенный из полиции, и первым делом отправившийся в пивную, узнал от жены Павливца (кн. I. гл. VI. Прорвав заколдованный круг, Швейк опять очутился дома). Со слов жены, после объявления приговора Паливец крикнул: «Да здравствует свободная мысль!». Из авторского послесловия к первой части становится известно, что в конце войны Паливец возвратился домой. Он был несказанно рад тому, что стал одним из героев настоящей книги и даже стал одним из её распространителей. «Меня уже никто не переделает, — сказал он мне. — Я всю жизнь выражался грубо и говорил то, что думал, и впредь так буду говорить. Я и не подумаю затыкать себе глотку из-за какой-то ослицы. Нынче я стал знаменитым». При переводах часто упускается момент языковой характеристики персонажей Гашека. Долгое время его родина подвергалась онемечиванию, что вызывало противодействие со стороны патриотически настроенных чехов. Комментатор романа Сергей Солоух отмечал, что «взаимопроникновение и взаимоотталкивание языков, родного и неродного, оказалось одним из самых заметных и ярких стилевых элементов романа…» Языковое противостояние, в частности, отразилось в финальном разговоре в пивной между «настоящими» чехами Паливцем и Швейком, говорящими «неправильно» при использовании немецких производных, и «ненастоящим» чехом Бретшнейдером, который отвечает им «правильно», как это и положено «прихлебателю немцев».
Самые известные иллюстрации к роману Гашека создал чешский художник Йозеф Лада, которого даже называют «вторым отцом» Швейка. В 1920-е годы он нарисовал тушью более 500 иллюстраций. В 1953—1954 годах он впервые оформил их в цвете. В послесловии «Как я иллюстрировал Швейка» к изданию 1955 года Лада писал, при характеристике персонажей книги, что Паливец в его понимании: «…невоспитанный, грубоватый, но неплохой человек, не уважающий монархию и не терпящий политику в своём трактире…».

## Пивная «У чаши»

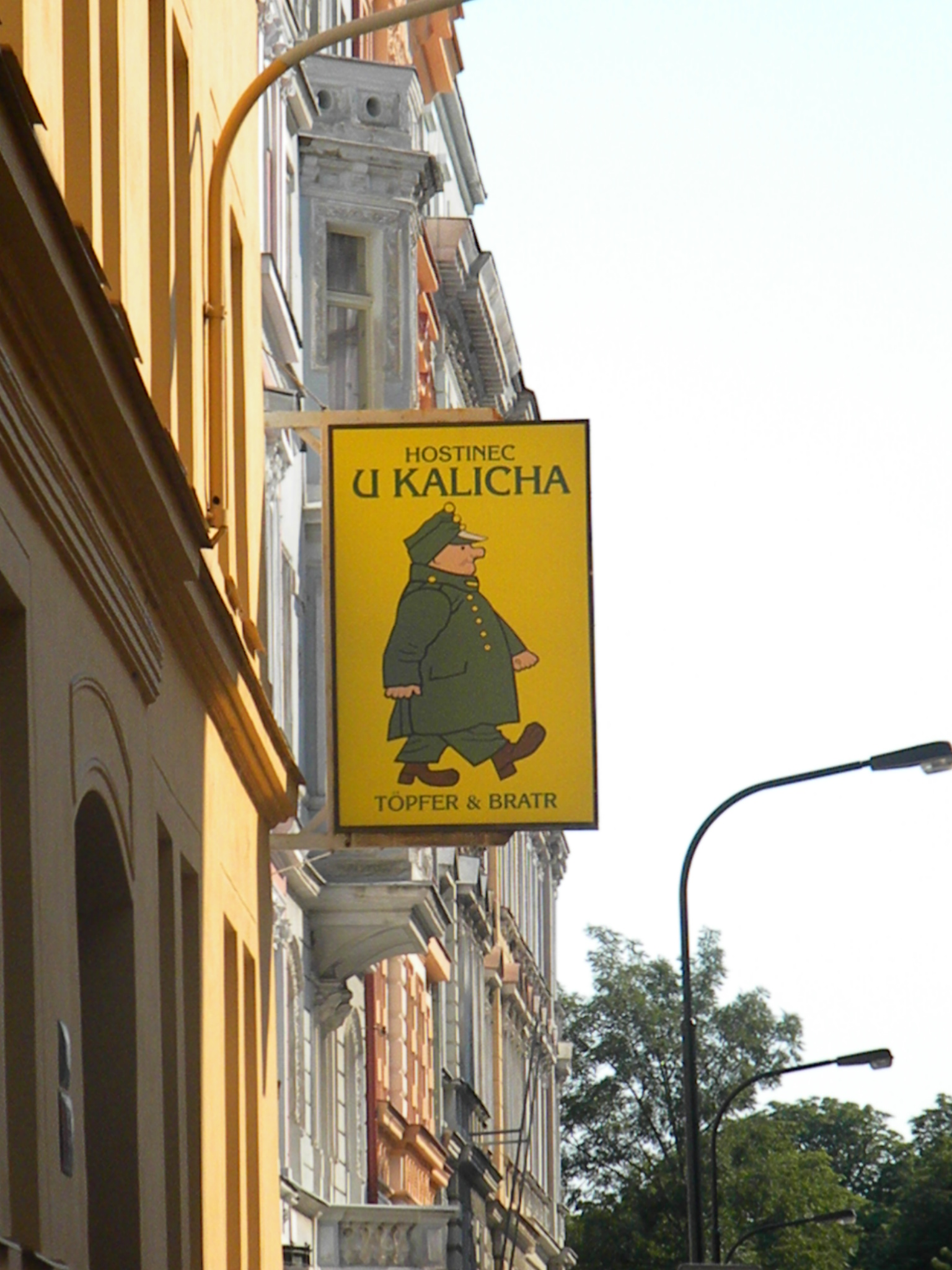
Пивная «У чаши» в 2015 году

Дом, в котором находилась пивная (улица На Боишти, 12, пражский исторический район Нове Место), сохранился, а в нём продолжает работать питейное заведение под тем же названием. В 1910-е годы хозяином был некто Вацлав Шмид (Václav Šmíd) по прозвищу Грубиян. Помощником официанта у него служил Йозеф Паливец (Josef Palivec), тоже отъявленный сквернослов; по слухам, он считал себя прототипом Паливца из романа Гашека и очень этим гордился. Рассказывают, что этот Паливец однажды ответил на расспросы некой почитательницы Гашека: «Да и похеру, уважаемая. Я теперь мировая знаменитость!» (чеш. Milostivá, mně dneska muže každej vylízat prdel! Já 'sem prostě světoznámej!). Во времена ЧССР директором уже национализированного заведения некоторое время был человек по фамилии Паливец.
В романе пивная (во времена Гашека ресторан с домом свиданий) «U kalicha nа Bojišti» фигурирует множество раз, причём гашековеды считают, что если автор здесь бывал, то довольно редко. Её расположение позволяет определить приблизительный адрес жительства Швейка, так как направляясь домой он в неё часто заходил. Солоух писал по этому поводу: "Сам Гашек если сюда и наведывался, то с кем, когда и как неизвестно, история не сохранила этих сведений, при том что вся она, история его жизни, это непрерывный анабазис от пивной к ночному кафе и от кафе снова в пивную — «„U zlatého litru“», «Montmartre», «U Brejšků», «U Mrtvoly» и т. д., пол-Праги. И все эти распивочные и разливочные подсчитаны и проивентаризированы в воспоминаниях и биографических исследованиях, но только нет в их числе «У чаши». Может быть, просто поселил на этой улице своего героя, а про ближайшую пивную узнал у завсегдатая, армейского приятеля Страшлипки". Биограф Гашека Радко Пытлик описывал район, где была расположена пивная, следующим образом: «В ближайших окрестностях площади Фюгнера, рядом с пражским родильным домом и домом умалишённых, богемному Вакху было раздолье. Здесь друг возле дружки сгрудилось больше двух десятков трактиров, отелей, кафе, дневных и ночных винных погребков, танцевальных залов и кафешантанов, которые закрывались в разное время, так что пражские прожигатели жизни могли бесперебойно утолять свою жажду». Многие из пражских питейных заведений, причём под реальными названиями, перекочевали на страницы романа. Одним из излюбленных мест досуга Гашека был трактир Йозефа Шольца, расположенный на углу Сокольского проспекта и площади Фюгнера. По некоторым сведениям, именно его хозяин стал прообразом Паливца. Пытлик, отметив этот факт, привёл следующую историю. После нападения на эрцгерцога Шольц был допрошен в полиции за распространение сведений об этом, а после того как стало известно, что Фердинанд погиб, то был очень рад, что всё так «удачно» закончилось в Сараево.
По некоторым предположениям, с пивной «У чаши» связан один из прототипов Йозефа Швейка и именно там Гашек услышал рассказы ветеранов о захвате империей Боснии и Герцеговины (1908), которые были использованы при написании романа.